# Le Gros Crêt
Ne doit pas être confondu avec Le Gros Crey ou Grand Crêt.
Le Gros Crêt, ou Grand Crêt selon les cartes topographiques suisses, est un sommet du massif du Jura, situé à la frontière entre la France et la Suisse. Il culmine à 1 419 mètres d'altitude.

## Géographie
Le Gros Crêt est le point culminant du mont Risoux. Il est situé au nord-ouest du lac de Joux dans la forêt du Risol à environ 3 km au sud-ouest du point frontière de la route D389 dit Le Poteau et à 3,5 km de la commune du Lieu. Les vallées du Jura sont axées sud-ouest nord-est, parallèles au Plateau suisse. Le Gros Crêt est situé sur une ligne de crêtes de l'anticlinal du Risoux, entre le lac de Joux et le Doubs. Sur son versant sud les eaux coulent dans l'Orbe, sur son versant nord dans le Doubs.
Le sommet est entièrement en forêt et de ce fait peu visible. Il est constitué uniquement de calcaires du Kimméridgien supérieur qui composent toute la ligne de crête. La borne frontière 111 marque le sommet.

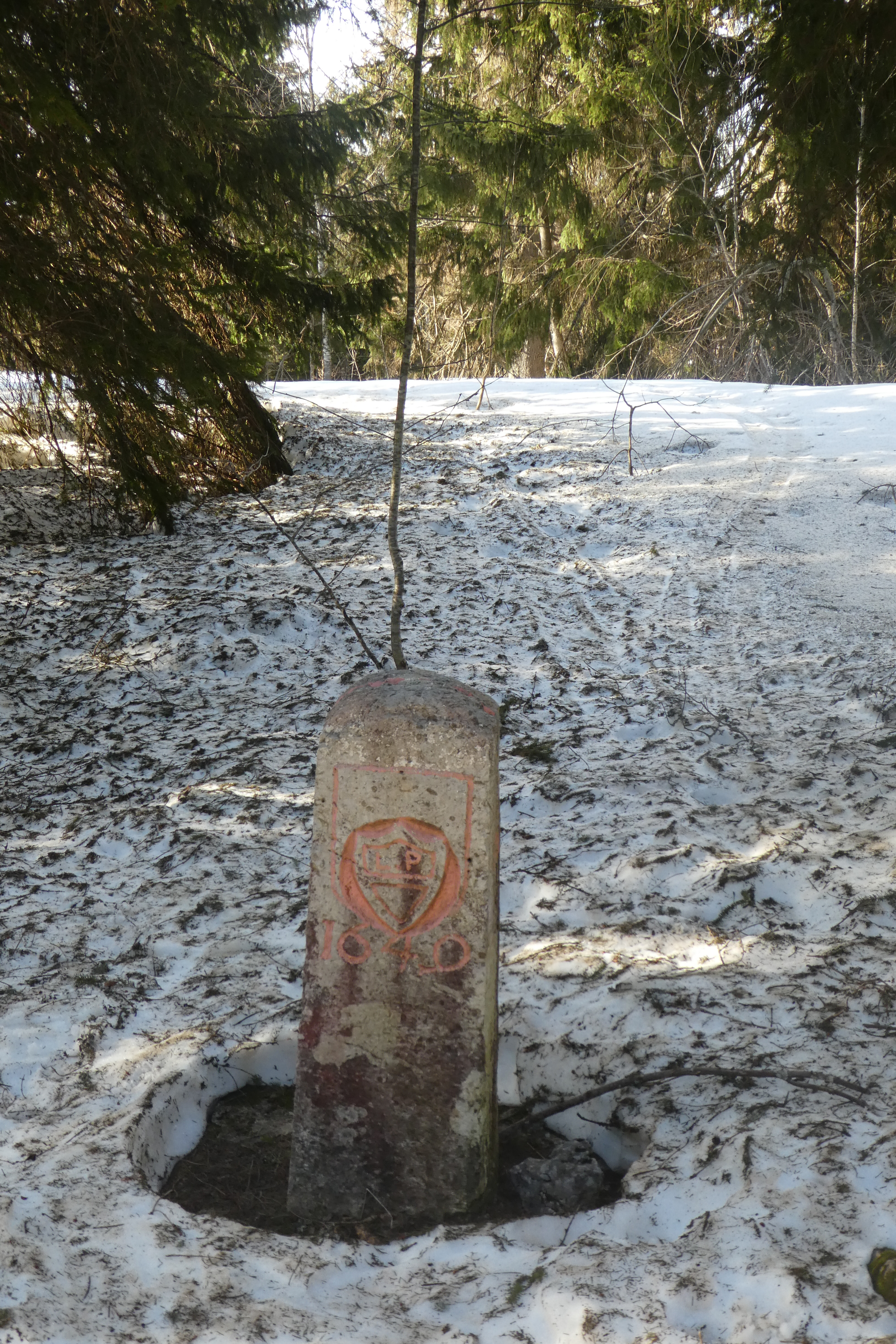
Borne frontière 111 au sommet.
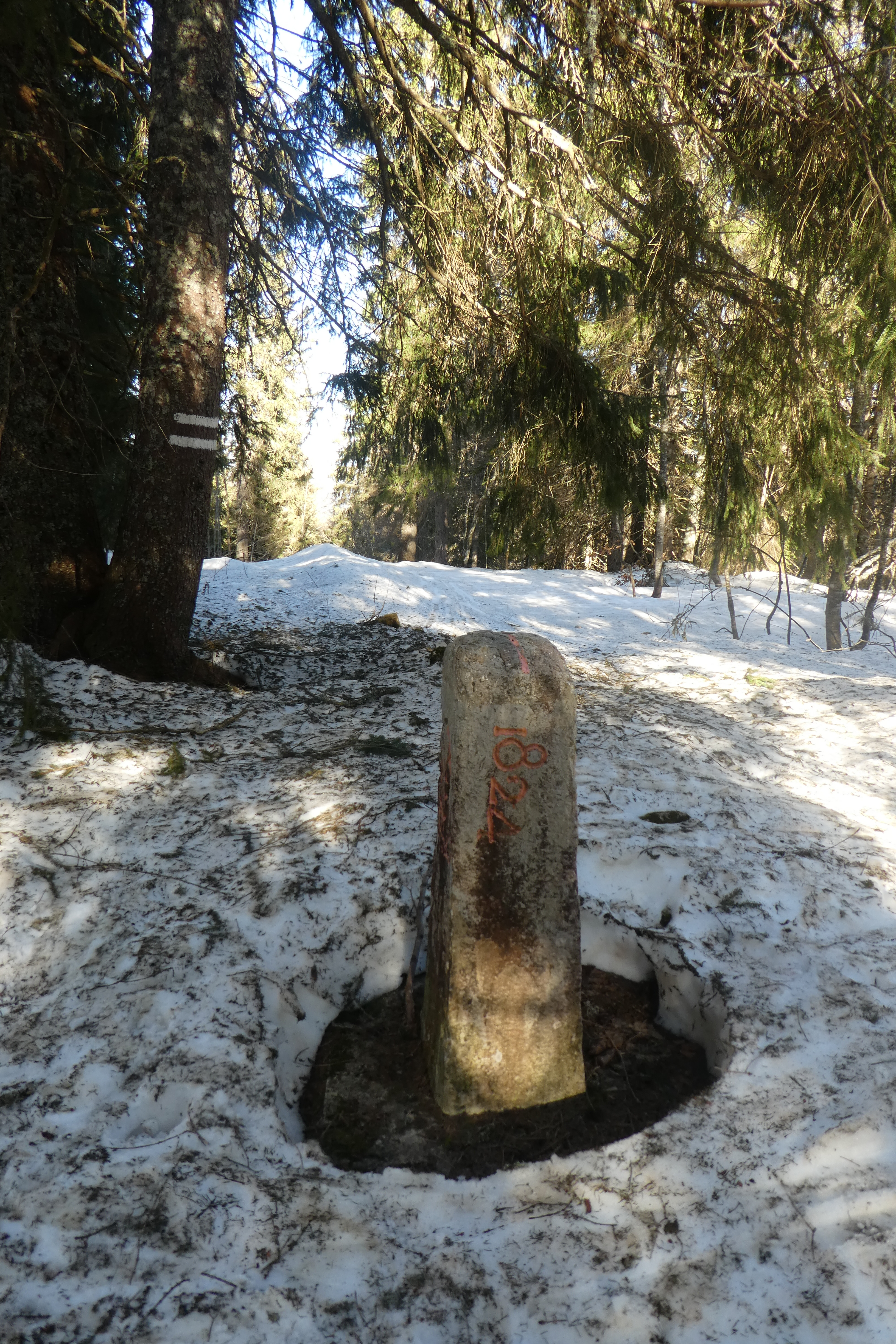
Borne frontière 111 au sommet.
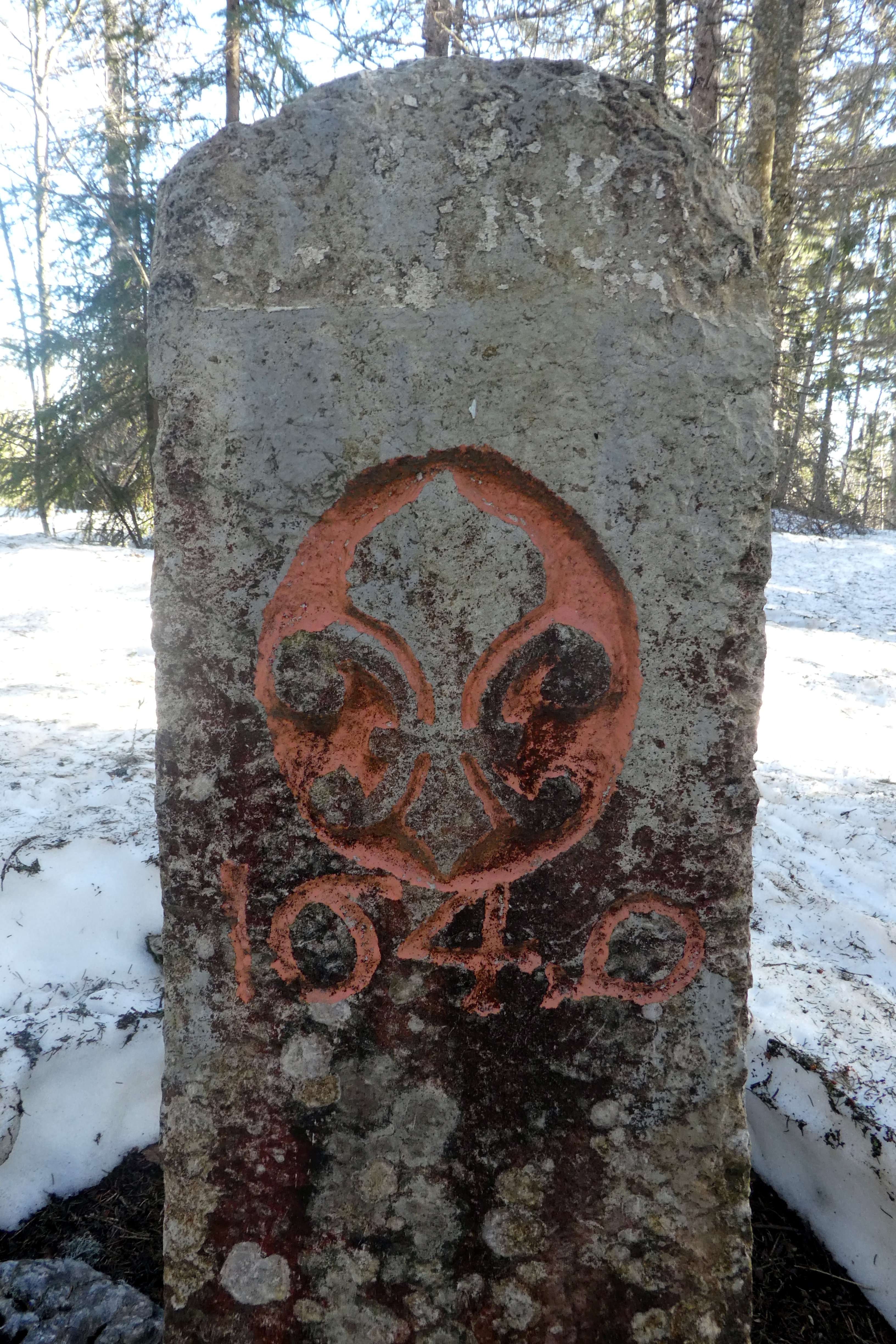
Fleur de lis sur la borne frontière 111.